# Coupe de Tunisie de football 2021-2022
Navigation
Coupe de Tunisie 2020-2021 Coupe de Tunisie 2022-2023
La coupe de Tunisie de football 2021-2022 est la 65e édition de la coupe de Tunisie depuis 1956 et la 90e au total, une compétition à élimination directe mettant aux prises des centaines de clubs de football amateurs et professionnels à travers la Tunisie. Elle est organisée par la Fédération tunisienne de football.
Le Club sportif sfaxien remet son titre en jeu.

## Calendrier
| Tour                                           | Nom                       | Date retenues             | Équipes entrantes         | Équipes participantes     | Équipes gagnantes         |
| Tour préliminaire                              | Tour préliminaire         | Tour préliminaire         | Tour préliminaire         | Tour préliminaire         | Tour préliminaire         |
| Premier tour préliminaire                      | Premier tour préliminaire | Premier tour préliminaire | Premier tour préliminaire | Premier tour préliminaire | Premier tour préliminaire |
| ---------------------------------------------- | ------------------------- | ------------------------- | ------------------------- | ------------------------- | ------------------------- |
| 1                                              | 1er tour                  | 12-13 décembre 2021       | 48                        | 48                        | 24                        |
| 1                                              | 2e tour                   | 8-12 janvier 2022         | 26                        | 50                        | 25                        |
| Deuxième tour préliminaire                     |                           |                           |                           |                           |                           |
| 2                                              | 1er tour                  | 22-23 janvier 2022        | 24                        | 24                        | 12                        |
| 2                                              | 2e tour                   | 29-30 janvier             | 16                        | 28                        | 14                        |
| Tour final (entrée des 16 clubs de la Ligue 1) |                           |                           |                           |                           |                           |
| 3                                              | Seizièmes de finale       | 1-3 juin 2022             | 16                        | 32                        | 16                        |
| 4                                              | Huitièmes de finale       | 7-8 juin 2022             | -                         | 16                        | 8                         |
| 5                                              | Quarts de finale          | 12-15 juin 2022           | -                         | 8                         | 4                         |
| 6                                              | Demi-finale               | 2-4 septembre 2022        | -                         | 4                         | 2                         |
| 7                                              | Finale                    | 10 septembre 2022         | -                         | 2                         | 1 (vainqueur)             |

## Compétition

### Premier tour préliminaire

#### 1ertour
Les résultats du premier tour de la première phase préliminaire sont les suivants :

##### Groupes 1 et 2
| Date du match    | Équipe 1               | Équipe 2           | Score 90 min | Score Prol. | Tirs au but |
| ---------------- | ---------------------- | ------------------ | ------------ | ----------- | ----------- |
| 12 décembre 2021 | AS Ariana              | CS Menzel Bouzelfa | 0-1          | -           | -           |
| 12 décembre 2021 | AS Marsa               | US Djedeida        | 0-0          | 1-0         | -           |
| 12 décembre 2021 | SA Menzel Bourguiba    | ES Béni Khalled    | 1-0          | -           | -           |
| 12 décembre 2021 | VS Menzel Abderrahmane | US Borj Cédria     | 1-0          | -           | -           |
| 12 décembre 2021 | FC Hammamet            | STIR Zarzouna      | 1-1          | 1-1         | 10-9        |
| 12 décembre 2021 | US Omrane              | Grombalia Sports   | 2-1          | -           | -           |

##### Groupes 3 et 4
| Date du match    | Équipe 1     | Équipe 2          | Score 90 min | Score Prol. | Tirs au but |
| ---------------- | ------------ | ----------------- | ------------ | ----------- | ----------- |
| 12 décembre 2021 | ES Fahs      | US Siliana        | 1-0          | -           | -           |
| 12 décembre 2021 | FC Jérissa   | Wydad Sers        | 0-0          | 0-0         | 7-6         |
| 12 décembre 2021 | US Bousalem  | CS Hajeb El Ayoun | 4-0          | -           | -           |
|                  | ES Oueslatia | CS Makthar        | Forfait      | -           | -           |
|                  | BS Bou Hajla | Olympique du Kef  | Forfait      | -           | -           |
| 13 décembre 2021 | AS Sbikha    | US Sbeïtla        | -            | -           | -           |

##### Groupes 5 et 6
| Date du match    | Équipe 1     | Équipe 2      | Score 90 min | Score Prol. | Tirs au but |
| ---------------- | ------------ | ------------- | ------------ | ----------- | ----------- |
| 12 décembre 2021 | SS Meknassy  | CS Jebiniana  | 1-2          | -           | -           |
| 12 décembre 2021 | US Ksiba     | AS Jilma      | 0-4          | -           | -           |
| 12 décembre 2021 | OC Kerkennah | AS Agareb     | 1-2          | -           | -           |
| 12 décembre 2021 | FC Sahline   | Ahly Hajri    | 1-1          | 1-2         | -           |
| 12 décembre 2021 | SC Moknine   | CS Hilalien   | 2-1          | -           | -           |
| 12 décembre 2021 | AS Téboulba  | Enfida Sports | 2-3          | -           | -           |

##### Groupes 7 et 8
| Date du match    | Équipe 1     | Équipe 2      | Score 90 min | Score Prol. | Tirs au but |
| ---------------- | ------------ | ------------- | ------------ | ----------- | ----------- |
| 12 décembre 2021 | OS Kébili    | LPS Tozeur    | 0-0          | 0-0         | 0-3         |
| 12 décembre 2021 | AS Kasserine | Hilal Redeyef | 2-1          | -           | -           |
| 12 décembre 2021 | MS Métlaoui  | Wydad Hamma   | 1-1          | 1-1         | 4-5         |
|                  | AS Degache   | AS Lela       | Forfait      | -           | -           |
|                  | ES Rogba     | ES Feriana    | Forfait      | -           | -           |
| 12 décembre 2021 | SS gafsien   | ZS Chammakh   | 0-1          | -           | -           |

#### 2etour
Les résultats du deuxième tour de la première phase préliminaire sont les suivants, :
| Date du match  | Équipe 1            | Équipe 2               | Score 90 min | Score Prol. | Tirs au but |
| -------------- | ------------------- | ---------------------- | ------------ | ----------- | ----------- |
| 8 janvier 2022 | AS Marsa            | JS El Omrane           | 1-0          | -           | -           |
| 8 janvier 2022 | US Kélibia          | CS Menzel Bouzelfa     | 1-0          | -           | -           |
| 8 janvier 2022 | SA Menzel Bourguiba | JS Tebourba            | 3-0          | -           | -           |
| 8 janvier 2022 | El Alia Sport       | VS Menzel Abderrahmane | 1-0          | -           | -           |
| 8 janvier 2022 | CS Dahmani          | CS Rouhia              | 2-0          | -           | -           |
| 8 janvier 2022 | Olympique du Kef    | US Bousalem            | 2-1          | -           | -           |
| 8 janvier 2022 | ES Haffouz          | ES Oueslatia           | 2-1          | -           | -           |
| 8 janvier 2022 | AS Sbikha           | US Chebika             | 2-2          | 2-2         | 3-2         |
| 9 janvier 2022 | CS Hazeg            | ES Fahs                | 0-2          | -           | -           |
| 9 janvier 2022 | Club medjezien      | FC Bizerte             | 3-1          | -           | -           |
| 9 janvier 2022 | SC Moknine          | AS Sakiet Eddaïer      | 1-2          | -           | -           |
| 9 janvier 2022 | SC Jebiniana        | US Ksour Essef         | 4-3          | -           | -           |
| 9 janvier 2022 | FS Zéramdine        | Al Ahly Hajri          | 1-2          | -           | -           |
| 9 janvier 2022 | ES Beni Hassen      | HS Akouda              | 1-1          | 1-1         | 5-6         |
| 9 janvier 2022 | Enfida Sports       | FS Essaouassi          | 0-1          | -           | -           |
| 9 janvier 2022 | LPS Tozeur          | AS Degache             | 2-0          | -           | -           |
| 9 janvier 2022 | FC Mdhilla          | AS Kasserine           | 1-1          | 1-1         | 2-4         |
| 9 janvier 2022 | CS Nefta            | AS Jilma               | 0-0          | 0-0         | 4-1         |
| 9 janvier 2022 | Wydad Hamma         | Mareth Sport           | 0-1          | -           | -           |
| 9 janvier 2022 | OS Chenini          | AS Hassi Amor          | 0-0          | 0-0         | 7-6         |
| 9 janvier 2022 | ZS Chammakh         | ES Rogba               | 1-0          | -           | -           |
| 9 janvier 2022 | US Carthage         | US Zriba               | -            | -           | -           |

### Deuxième tour préliminaire

#### 1ertour
Les résultats du premier tour sont les suivants :
| Date du match   | Équipe 1        | Équipe 2         | Score 90 min | Score Prol. | Tirs au but |
| --------------- | --------------- | ---------------- | ------------ | ----------- | ----------- |
| 22 janvier 2022 | HS Kalâa Kebira | Stade tunisien   | 0-1          | -           | -           |
| 22 janvier 2022 | Jendouba Sports | SS Sfax          | 0-1          | -           | -           |
| 22 janvier 2022 | CS Korba        | Stade gabésien   | 3-0          | -           | -           |
| 22 janvier 2022 | CS M'saken      | EGS Gafsa        | 6-3          | -           | -           |
| 22 janvier 2022 | ES Jerba Midoun | AS Gabès         | 3-0          | -           | -           |
| 22 janvier 2022 | AS Oued Ellil   | ES Radès         | 1-2          | -           | -           |
| 23 janvier 2022 | CO Transports   | AS Menzel Ennour | 3-0          | -           | -           |
| 23 janvier 2022 | AS Djerba       | CO Médenine      | 0-1          | -           | -           |
| 23 janvier 2022 | SC Ben Arous    | EM Mahdia        | 0-1          | -           | -           |
| 23 janvier 2022 | CS Bembla       | Sfax RS          | 1-1          | 1-1         | 6-7         |
| 23 janvier 2022 | CS Tabarla      | AS Mohamedia     | 2-1          | -           | -           |
| 23 janvier 2022 | EO Sidi Bouzid  | JS Kairouan      | 1-0          | -           | -           |

#### 2etour
Les résultats du deuxième tour sont les suivants :
| Date du match   | Équipe 1               | Équipe 2         | Score 90 min | Score Prol. | Tirs au but |
| --------------- | ---------------------- | ---------------- | ------------ | ----------- | ----------- |
| 29 janvier 2022 | ES Krib                | EO Sidi Bouzid   | 0-0          | 0-0         | 6-5         |
| 29 janvier 2022 | AS Ettahrir            | ZS Chammakh      | 0-1          | -           | -           |
| 29 janvier 2022 | JS Majel Bel Abbès     | CS Korba         | 2-0          | -           | -           |
| 29 janvier 2022 | AS Sbikha              | Olympique du Kef | 2-1          | -           | -           |
| 29 janvier 2022 | CS M'saken             | CO Transports    | 3-0          | -           | -           |
| 29 janvier 2022 | Badr El Aïn            | EM Mahdia        | 3-4          | -           | -           |
| 29 janvier 2022 | Progrès Sakiet Eddaïer | Stade tunisien   | 3-5          | -           | -           |
| 30 janvier 2022 | AS Kasserine           | SS Sfax          | 1-0          | -           | -           |
| 30 janvier 2022 | ES Haffouz             | KS Menzel Jemil  | 2-2          | 2-2         | 5-4         |
| 30 janvier 2022 | HS Kalâa Kebira        | ES Fahs          | 0-1          | -           | -           |
| 30 janvier 2022 | Club medjezien         | ES Jerba Midoun  | 0-0          | 0-0         | 4-3         |
| 30 janvier 2022 | ES Radès               | AS Marsa         | 1-1          | 1-1         | 3-4         |
| 30 janvier 2022 | ES Sidi Alouane        | Sfax RS          | 1-0          | -           | -           |
| 30 janvier 2022 | CS Jebiniana           | US Carthage      | 2-0          | -           | -           |

### Seizièmes de finale
Les matchs des seizièmes de finale se déroulent du 1er au 3 juin. Les résultats sont les suivants :
| Date du match | Équipe 1           | Équipe 2        | Score 90 min | Score Prol. | Tirs au but |
| ------------- | ------------------ | --------------- | ------------ | ----------- | ----------- |
| 1 juin 2022   | US Tataouine       | EM Mahdia       | 3-1          | -           | -           |
| 1 juin 2022   | CS Takelsa         | ES Fahs         | 3-3          | 3-3         | 4-3         |
| 1 juin 2022   | AS Soliman         | ES Zarzis       | 1-2          | -           | -           |
| 1 juin 2022   | ES Hammam Sousse   | AS Rejiche      | 0-0          | 0-0         | 2-3         |
| 1 juin 2022   | JS Majel Bel Abbès | CS M'saken      | 1-2          | -           | -           |
| 2 juin 2022   | CS Chebba          | Olympique Béja  | 2-0          | -           | -           |
| 2 juin 2022   | CA Bizerte         | Stade tunisien  | 3-0          | -           | -           |
| 2 juin 2022   | ES Krib            | AS Kasserine    | 1-1          | 2-1         | -           |
| 2 juin 2022   | AS Marsa           | US Carthage     | 4-0          | -           | -           |
| 2 juin 2022   | ES Haffouz         | ES Sidi Alouane | 1-1          | 3-1         | -           |
| 3 juin 2022   | AS Sbikha          | US Ben Guerdane | 1-3          | -           | -           |
| 3 juin 2022   | Club medjezien     | US Monastir     |              | -           | -           |
| 3 juin 2022   | ES Métlaoui        | CS Sfax         | 0-3          | -           | -           |
| 3 juin 2022   | ZS Chammakh        | ES Tunis        | 0-3          | -           | -           |
| 3 juin 2022   | Club africain      | ES Sahel        | 0-0          | 1-0         | -           |
|               | CS Hammam Lif      | CS Tabarka      | Forfait      | -           | -           |

### Huitièmes de finale
Les matchs des huitièmes de finale se déroulent du 7 au 8 juin. Les résultats sont les suivants :
| Date du match | Équipe 1     | Équipe 2        | Score 90 min | Score Prol. | Tirs au but |
| ------------- | ------------ | --------------- | ------------ | ----------- | ----------- |
| 7 juin 2022   | ES Krib      | AS Marsa        | 1-2          | -           | -           |
| 7 juin 2022   | CA Bizerte   | CS Hammam Lif   | 3-0          | -           | -           |
| 7 juin 2022   | CS Chebba    | ES Zarzis       | 1-1          | 2-1         | -           |
| 7 juin 2022   | ES Haffouz   | US Ben Guerdane | 1-3          | -           | -           |
| 8 juin 2022   | AS Rejiche   | US Monastir     | 2-0          | -           | -           |
| 8 juin 2022   | US Tataouine | CS Sfax         | 0-1          | -           | -           |
| 8 juin 2022   | CS M'saken   | ES Tunis        | 1-1          | 1-1         | 6-5         |
| 8 juin 2022   | CS Takelsa   | Club africain   | 0-1          | -           | -           |

### Quarts de finale
La VAR est utilisé à partir des quarts de finale.
Les matchs des quarts de finale se déroulent du 13 au 15 juin. Les résultats sont les suivants :
| Date         | Équipe domicile | Résultat             | Équipe extérieur |
| ------------ | --------------- | -------------------- | ---------------- |
| 12 juin 2022 | Club africain   | 1 - 0                | CS Chebba        |
| 13 juin 2022 | AS Rejiche      | 2 - 4                | CS Sfax          |
| 14 juin 2022 | CA Bizerte      | 1 - 1 (4-5 t. a. b.) | US Ben Guerdane  |
| 15 juin 2022 | CS M'saken      | 0 - 2                | AS Marsa         |

### Demi-finales
Les demi-finales se déroulent les 2 et 4 septembre 2022.
| Demi-finale 1          | AS Marsa    | 1 – 0 | US Ben Guerdane | Stade olympique de Radès, Radès |                             |
| 2 septembre 2022 18h00 | Amdouni 14e |       |                 | Arbitrage : Ameur Chouchane     | Arbitrage : Ameur Chouchane |
| 2 septembre 2022 18h00 | Rapport     |       |                 | Arbitrage : Ameur Chouchane     | Arbitrage : Ameur Chouchane |

| Demi-finale 2          | Club africain | 1 – 2 a. p. | CS Sfax                   | Stade olympique de Radès, Radès |                            |
| 4 septembre 2022 18h00 | Dhaouadi 76e  |             | Diakité 82e · Neji 120+3e | Arbitrage : Haithem Guirat      | Arbitrage : Haithem Guirat |
| 4 septembre 2022 18h00 | Rapport       |             |                           | Arbitrage : Haithem Guirat      | Arbitrage : Haithem Guirat |

### Finale
La finale se joue le 10 septembre 2022 au stade olympique de Radès.
| Finale                  | AS Marsa | 0 – 2 | CS Sfax                  | Stade olympique de Radès, Radès                                     |                                                                     |
| 10 septembre 2022 16:00 |          |       | 9e Haj Hassen · 28e Amri | Spectateurs : 30 000 Diffuseur : Attessia TV Al-Kass Sports Channel | Spectateurs : 30 000 Diffuseur : Attessia TV Al-Kass Sports Channel |

|  |  |